# Slag bij Cynoscephalae
De Slag bij Cynoscephalae was een slag in de Tweede Macedonische Oorlog die gevochten werd tussen Rome en Macedonië. Het was een beslissende overwinning voor de Romeinen.

## De slag
Cynoscephalae is de naam voor een heuvelrug in Thessalië. Deze heuvelrug had zeer hoge toppen, wat erg in het voordeel was voor de Romeinen, aangezien zij in een veel flexibelere formatie vochten dan de logge falanx, Philippos V had beter ergens anders kunnen vechten. De slag begon toen beide legers naar elkaar toe marcheerden. Flaminius bracht 1 legioen en de bondgenoten naar de linkerflank ter verlichting van zijn lichte troepen. De rechterflank van Philippos chargeerde echter en dreef de Romeinse linkerflank terug. Zijn linkervleugel was zich wel nog aan het opstellen, toen Flaminius opdracht gaf aan zijn olifanten om hen aan te vallen. Deze linkervleugel van de falanx werd gemakkelijk teruggedreven door de olifanten, maar ook de Romeinse linkervleugel had het moeilijk te stellen tegen de falanx. Een tribuun, van wie de naam onbekend is, bemerkte dit en stuurde twintig manipels uit om de falanx in de rug aan te vallen en die een grote slachting aanrichtten in de achterhoede. De Macedoniërs hieven hun Sarissai ten teken van overgave, maar de Romeinen wisten niet wat dit teken betekende en hakten hen in de pan.

## Gevolgen
Flaminius verklaarde aan heel Griekenland dat ze bevrijd waren van de Macedonische hegemonie, maar in werkelijkheid waren ze slechts vazalstaten van Rome geworden.

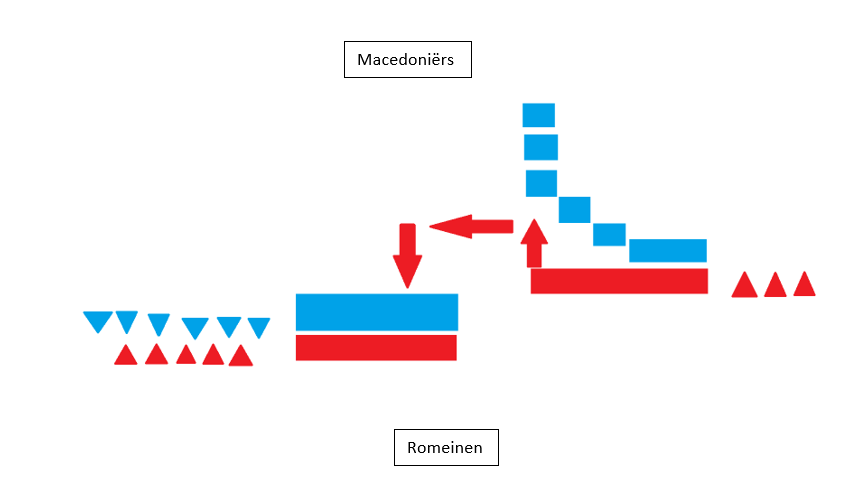
Verloop van de slag

Oorlogen van de Romeinse Republiek
· Romeins-Etruskische Oorlogen
· Romeins-Aequische Oorlogen
· Latijnse Oorlog
· Romeins-Hernicische Oorlogen
· Romeins-Volscische Oorlogen
· Samnitische oorlogen (Eerste, Tweede, Derde)
· Pyrrhische Oorlog
· Punische oorlogen (Eerste, Tweede, Derde)
· Illyrische Oorlogen (Eerste, Tweede, Derde)
· Macedonische Oorlogen (Eerste, Tweede, Derde, Vierde)
· Romeins-Seleucidische Oorlog
· Aetolische Oorlog
· Galatische Oorlog
· Romeinse Verovering van Hispania (Eerste Celtiberische Oorlog, Lusitanische Oorlog, Numantische Oorlog, Sertorische Oorlog, Cantabrische Oorlogen)
· Achaeïsche Oorlog
· Oorlog tegen Jugurtha
· Cimbrische Oorlog
· Servilische Oorlogen (Eerste, Tweede, Derde)
· Bondgenotenoorlog
· Sulla's Burgeroorlogen (Eerste, Tweede)
· Mithridatische oorlogen (Eerste, Tweede, Derde)
· Gallische Oorlog
· Romeinse expedities naar Britannia
· Burgeroorlog tussen Pompeius en Caesar
· Einde van de Republiek (Slag bij Mutina, Burgeroorlog tegen Brutus en Cassius, Siciliaanse Opstand, Perusiaanse Oorlog, Burgeroorlog tussen Antonius en Octavianus)
Oorlogen van het Romeinse Keizerrijk
· Germaanse Oorlogen (Teutoburgerwoud, Marcomannenoorlog, Alemannische Oorlogen, Gotische Oorlog, Visigotische Oorlogen)
· Romeinse verovering van Britannia
· Boudicca
· Armenische Oorlog
· Vierkeizerjaar
· Joodse Oorlog
· Romeins-Parthische Oorlog
· Romeins-Perzische oorlogen
· Burgeroorlogen van de derde eeuw
. Gotische oorlog (376-382)
. Gotische opstand van Alarik I
. Gildonische opstand
. Gotische oorlog (402-403)
. Pictische oorlog van Stilicho
. Oorlog van Heraclianus
. Oorlog van Radegaisus
. Rijnoversteek
. Romeinse Burgeroorlog 427-429
· Val van het West-Romeinse Rijk